# Consulta pública

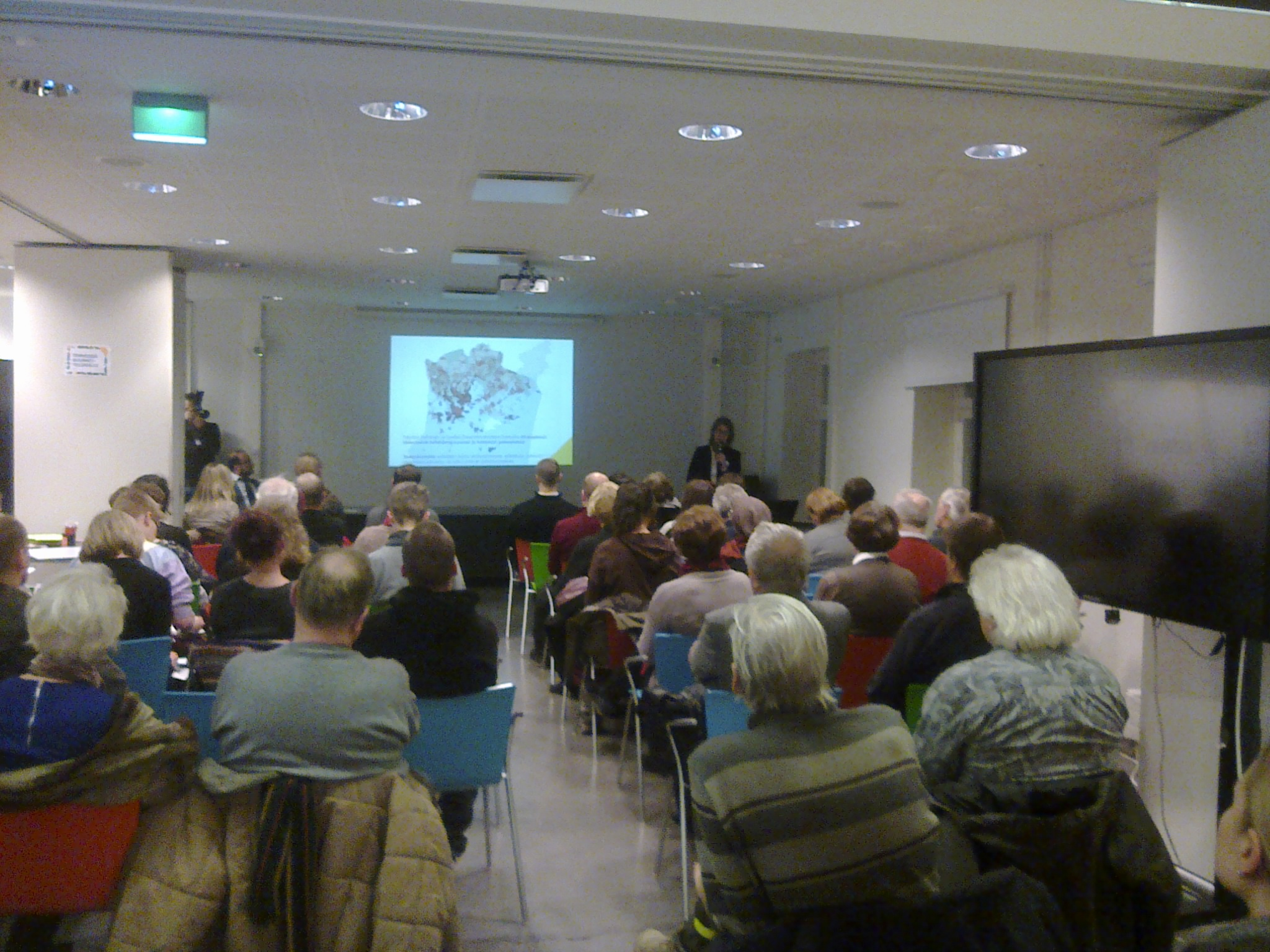
Un evento de consulta pública para la planificación urbana en Helsinki

Una consulta pública es un proceso regulatorio mediante el cual se busca la opinión de un grupo de personas sobre asuntos que les afectan. Sus principales objetivos son mejorar la eficiencia, la transparencia y la participación pública en proyectos o leyes y políticas a gran escala. Suele implicar notificación (para dar a conocer el asunto que se va a consultar), consulta (un flujo bidireccional de información e intercambio de opiniones) así como participación (involucrando a los grupos de interés en la elaboración de políticas o leyes). Una herramienta de uso frecuente para comprender los diferentes niveles de participación comunitaria en la consulta se conoce como la escalera de Arnstein, aunque algunos académicos cuestionan que la escalera de Arnstein es contextualmente específica y no pretendía ser una herramienta universal. Se consideran consultas ineficaces aquellas consultas cosméticas que se realizan por mera obligación o espectáculo y no una verdadera toma de decisiones participativa.
Las consultas públicas se llevan a cabo normalmente en países de la Commonwealth como el Reino Unido, Canadá, Nueva Zelanda o Australia, aunque la mayoría de los países democráticos tienen sistemas similares. En los Estados Unidos, por ejemplo, este proceso se denomina «aviso y comentario público» (véase potestad reglamentaria). Algunas organizaciones, como la OCDE, también utilizan estos procesos. En Canadá, la palabra consultation tiene un significado especial entre algunos grupos de las Primeras Naciones: «es deber de la Corona y de terceros consultar con las Primeras Naciones que han afirmado, pero no probado, derechos o títulos aborígenes».
Existe una gran variedad de consultas públicas. En algunos países hay una lista de todas las consultas, o las consultas se mencionan en las noticias habituales. Dependiendo del país puede haber consultas públicas nacionales o regionales.
Los sistemas autoritarios generalmente tienden a ver con malos ojos las consultas públicas. En los escritos de Benito Mussolini, expresó la opinión de que el fascismo ofrece «libertad» de expresión, pero sólo a las personas que estaban «calificadas» para tener una opinión. De manera similar, en el desarrollo histórico del nazismo, los comentaristas públicos en los mítines oficiales del Partido Nacionalsocialista Obrero fueron golpeados con frecuencia por la mafia o, si había un gran número de personas que apoyaban al comentarista adverso, estallaban peleas.